# منزل محمودي يزد
منزل محمودي يزد (بالفارسية: خانه محمودی یزد) هو منزل تاريخي يعود إلى عصر القاجاريون، ويقع في يزد.